# Art Themen
Art Themen, rodným jménem Arthur Edward George (* 26. listopadu 1939, Manchester, Velká Británie) je anglický jazzový saxofonista. Studoval medicínu na Cambridgeské universitě a později se paralelně věnoval jak hudbě, tak i ortopedii. Jazzové hudbě se začal věnovat již během studií. Mezi jeho vzory patřili například Dexter Gordon a John Coltrane. Během své kariéry spolupracoval s mnoha hudebníky, mezi které patří například Stan Tracey, Michael Garrick nebo Jack Bruce. Od roku 1996 vede svou vlastní skupinu.